# Můj král
Můj král (v originále Mon roi) je francouzský hraný film z roku 2015, který režírovala Maïwenn podle vlastního scénáře. Snímek měl světovou premiéru na filmovém festivalu v Cannes dne 17. května 2015.

## Děj
Tony je po vážném pádu na lyžích přijata do rehabilitačního centra. Závislá na lékařském personálu a lécích proti bolesti začne přemýšlet o vztahu, který měla s Georgiem. Proč se milovali? Kdo je vlastně muž, kterého zbožňovala? Jak se mohla podřídit takové dusivé a destruktivní vášni? Pro Tony je to obtížná rehabilitace, která nyní začíná, práce s tělem, která jí snad umožní definitivně se osvobodit.

## Obsazení
| Emmanuelle Bercot              | Marie-Antoinette Jézéquel |
| Vincent Cassel                 | Georgio Milevski          |
| Louis Garrel                   | Solal                     |
| Isild Le Besco                 | Babeth                    |
| Chrystèle Saint Louis Augustin | Agnès                     |
| Patrick Raynal                 | Denis Jézéquel            |
| Yann Goven                     | Jean                      |
| Paul Hamy                      | Pascal                    |
| Djemel Barek                   | Djemel                    |
| Slim El Hedli                  | Slim                      |
| Lionnel Desruelles             | Lionel                    |
| Lætitia Dosch                  | Lila                      |
| Vincent Colombe                | Joseph                    |
| Félix Bossuet                  | Simbad                    |
| Michael Evans                  | Frédéric                  |
| Vincent Nemeth                 | dětský psychiatr          |
| Hervé Temime                   | mistr Bouvet              |
| David Van Der Beken            | Georgiův advokát          |
| Patrick Peyromaure             | porodník                  |
| Dani                           | tajemná dáma na svatbě    |
| Jean-Louis Hauguel             | zřízenec                  |
| Alain Beigel                   | Christian                 |

## Ocenění
- Filmový festival v Cannes: Cena za ženský herecký výkon (Emmanuelle Bercot)
- Lumières: nominace v kategoriích nejlepší režie (Maïwenn), nejlepší herečka (Emmanuelle Bercot), nejlepší kamera (Claire Mathon)
- César: nominace v kategoriích nejlepší film, nejlepší režie (Maïwenn), nejlepší herečku (Emmanuelle Bercot), nejlepší herec (Vincent Cassela), nejlepší herec ve vedlejší roli (Louis Garrel), nejlepší střih (Simon Jacquet), nejlepší zvuk (Nicolas Provost, Agnès Ravez a Emmanuel Croset), nejlepší filmová hudba (Stephen Warbeck)